# Cleistes brasiliensis
Cleistes brasiliensis,  es una especie de orquídea de hábitos terrestres. Tiene hojas alternas y flores grandes que se abren sucesivamente, tiene raíces tuberosas delicadas, y reside en Minas Gerais de Brasil.

## Taxonomía
Cleistes brasiliensis fue descrita por (Barb.Rodr.) Schltr. y publicado en Repertorium Specierum Novarum Regni Vegetabilis, Beihefte 35: 26, en el año 1925.
Etimología
Cleistes: nombre genérico que viene del griego kleistos = "cerrado", en referencia a sus  flores que apenas están abiertas.
brasilensis: epíteto geográfico que alude a su localización en Brasil.
Sinonimia
- Pogonia brasiliensis Barb.Rodr. basónimo[3]